# Генеральный секретарь ЦК Коммунистической партии Кампучии
Генера́льный секрета́рь Центра́льного Комите́та Коммунисти́ческой па́ртии Кампучи́и (кхмер. លេខាបក្សកុំមុយនីសកម្ពុជា) — высшая руководящая должность в Коммунистической партии Камбоджи (Кампучии). Генеральный секретарь избирался на пленарных заседаниях ЦК и мог назначать председателя Секретариата и Политбюро. Должность была отменена после роспуска Компартии в 1981 году, спустя два года после начала вьетнамского вторжения в Камбоджу.

## Генеральные секретари
| № | Персона | Период полномочий | Период полномочий | Политическая партия |                    |  |
| № | Портрет | Имя               | Начало            | Политическая партия | Окончание          |  |
| - | ------- | ----------------- | ----------------- | ------------------- | ------------------ |  |
| — |         | Ту Самут          | 1951              | 1962                | Компартия Кампучии |  |
| — |         |                   | 1951              | 1962                | Компартия Кампучии |  |
| — |         | Пол Пот           | 1963              | 1981                | Компартия Кампучии |  |
| — |         |                   | 1963              | 1981                | Компартия Кампучии |  |